# Ziegelhütte (Absberg)
Ziegelhütte ist ein abgegangener Gemeindeteil des Marktes Absberg im mittelfränkischen Landkreis Weißenburg-Gunzenhausen. Der Ort entstand aus einer Ziegelei. Er wurde beim Bau des Fränkischen Seenlands abgerissen, um dem Kleinen Brombachsee Platz zu machen. Trotz der heute fehlenden Bebauung ist Ziegelhütte ein amtlicher Gemeindeteil von Absberg. Ziegelhütte lag in der Gemarkung Absberg.
Der Ort lag südlich von Absberg und nördlich der ebenfalls abgerissenen Scheermühle an einem Zufluss des Brombachs.
1871 lebten in Ziegelhütte sechs Menschen in einem Gebäude mit vier Stück Rindvieh. 1964 hatte der Ort fünf Einwohner. Der letzte Besitzer der Ziegelhütte war Michael Groß, ein mutmaßlicher Nachfahre von Hans Thomas von Absberg, eines Raubritters aus dem 16. Jahrhundert. 1973 wurde die Ziegelhütte vom Freistaat Bayern erworben und abgerissen.